# Katary
Katary – przysiółek wsi Nowe Żukowice w Polsce, położony w gminie Lisia Góra, w powiecie tarnowskim, w województwie małopolskim.
Leżą na Płaskowyżu Tarnowskim.
Dawniej samodzielna wieś i gmina jednostkowa.
W latach 1975–1998 miejscowość położona była w województwie tarnowskim.